# Rhinolophus cervenyi
Rhinolophus cervenyi — вид рукокрилих з родини Rhinolophidae. Описаний з Лесото.